# 川田由起奈
川田 由起奈（かわた ゆきな、1987年1月1日（38歳） - ）は、日本の歌手、タレント。ボーカル＆ダンスユニット BOYSTYLE の元メンバー。
元アミューズ所属。大阪府高槻市出身、堀越高等学校卒業。

## 略歴
1998年、沖縄アクターズスクール全国オーディションでグランプリを受賞。
2001年、「おはスタ」（テレビ東京）が主催するおはガールオーディションに合格。おはスタで1年間、毎週月曜日の担当を務めた。
また、「おはガールグレープ」として、CD・DVD・写真集・トレーディングカードが発売され、様々なイベントに出演。番組でおはガールが使用していた「おはガールバトン」が発売された際、川田のイメージカラーであった黄色のバトンが人気となり、子供からの人気も得る。
2002年にボーカル＆ダンスユニット BOYSTYLE のメンバーとしてデビューしたが、2005年7月末をもって脱退。川田幸奈と改名し作家・作詞家を目指して勉強を始める。
2006年には上原香代子がボーカルを務めるバンド、ZEROGIC（ゼロジック）の作詞とマネジメントをこなし、原宿アストロホール、渋谷KABUTO、渋谷asia Pでのライブを成功させた。現在はライターとしていくつかの作品に携わりつつ、他のアーティストの手伝いもしている。
2007年、佐藤健のCD付きフォトブック『Pre-go～ZERO～』に収録された「Stay with me」「Crazy love」の作詞を担当。このCD付きフォトブックは完売したため、現在は入手困難とされている。
2008年に元Buzy の當山奈央、宮里真央、丹羽麻由美、元BOYSTYLEの上原香代子とともにボーカル＆ダンスユニットMANSAKUを結成し、2月17日に一夜限りのLIVEを表参道FABで開催。この時のチケットは即完売となった。

## 人物
- デビュー時期が同期であるザ・ベイビースターズと仲が良い。
- 実家で｢ムク｣と｢ピュア｣という名前のシーズー犬を飼っている。
- 2008年時点ではCLUBなどで音楽活動をしているという噂があった。

## 作品

### CD
- 君の前でピアノを弾こう (作詞・作曲河村隆一)

### DVD
- ござまれじ（主演）共演：あびる優、三村恭代、木村祐一、和田アキ子など

- おはガールグレープ

### トレーディングカード
- おはガールグレープ

## 出演

### テレビ
- おはスタ（月曜日担当、おはガール）
- 24ピース（TBS）

### 映画
- ござまれじ（主演） 共演：あびる優、三村恭代、木村祐一、和田アキ子など

### CM
- 東京ディズニーシー（ストームライダー）